# James Dunlop
James Dunlop (Dalry, North Ayrshire, 31 de outubro de 1793 — New South Wales, 22 de setembro de 1848) foi um astrónomo escocês, conhecido por seu trabalho na Austrália.

## Carreira
Ele foi contratado por Sir Thomas Brisbane para trabalhar como assistente de astrônomo em seu observatório particular, uma vez localizado em Parramatta, New South Wales, cerca de 23 quilômetros (14 milhas) a oeste de Sydney durante as décadas de 1820 e 1830. Dunlop era principalmente um observador visual, fazendo trabalho de astrometria estelar para Brisbane e, após sua conclusão, descobriu e catalogou independentemente muitas novas estrelas duplase objetos do céu profundo. Mais tarde, ele se tornou o Superintendente do Observatório de Paramatta quando finalmente foi vendido para o governo de New South Wales.
Recebeu a Medalha de Ouro da Royal Astronomical Society em 1828.

## Observações e descobertas na Austrália
Dunlop fez várias descobertas notáveis no céu do Hemisfério Sul e em 1828 publicou um Catálogo de Nebulosas e Aglomerados de Estrelas no Hemisfério Sul observado em Nova Gales do Sul, que contém 629 objetos. Um pouco mais da metade dos objetos que ele descobriu provou ser real, a maioria sendo pequenos objetos nebulosos sendo provavelmente criados artificialmente a partir do telescópio refletor feito à mão que ele mesmo construiu. Ele encontrou muitos novos aglomerados estelares abertos, aglomerados globulares, nebulosas brilhantes e nebulosas planetárias, a maioria anteriormente desconhecida dos observadores visuais. Sua descoberta mais famosa é provavelmente a galáxia de rádio NGC 5128 ou Centaurus A, uma conhecida galáxia starburst na constelação de Centaurus.
O outro grande trabalho observacional de Dunlop foi de 256 estrelas duplas do sul ou "pares" abaixo da declinação de cerca de 30° Sul. Estes foram listados em Lugares Aproximados de Estrelas Duplas no Hemisfério Sul, observados em Paramatta em Nova Gales do Sul, publicado em 1829. Muitos desses pares eram novas descobertas reais, embora o mais ao norte deles tivesse sido descobertas anteriores feitas por outros observadores. Essas observações de estrelas duplas foram todas feitas aproximadamente entre dezembro de 1827 e dezembro de 1828, sendo observadas através de seu refletor newtoniano de espéculo caseiro de 9 pés e 23 cm (9 polegadas), ou medindo as distâncias separadas e os ângulos de posição de estrelas duplas selecionadas usando o pequeno telescópio refrator montado equatorial de 8,0 centímetros (3,1 pol.). A maioria desses pares provou ser desinteressante para os astrônomos, e muitas das estrelas duplas selecionadas eram muito largas para a indicação de movimento orbital como estrelas binárias. Parece que essas observações foram feitas quando as condições atmosféricas eram bastante inadequadas para observar objetos do céu profundo, sendo feitas sob visão astronômica instável ou quando o céu estava iluminado pela lua brilhante. John Herschel imediatamente após a chegada à África do Sul em 1834 e 1835, reobservou todas as estrelas duplas de James Dunlop, mas teve problemas para identificá-las ou encontrar diferenças significativas nas posições medidas das estrelas. Ele começou com Alpha Crucis / Acrux, a estrela mais brilhante da constelação de Crux, também conhecida como Cruzeiro do Sul, depois procurou sistematicamente todas as outras. Herschel também foi o primeiro a designar todas as estrelas duplas Dunlop para começar com a letra grega "Δ", que persiste em muitas referências observacionais amadores. Portanto, duplos brilhantes do sul como p Eridani são conhecidos como Δ5, Gamma Crucis/Gacrux é Δ124, etc. Os observadores modernos de estrelas duplas desde então descartaram esta designação e preferem a abreviatura de observador "DUN", como adotada pela primeira vez no Catálogo de Estrelas Duplas de Washington (WDS) mantido pelo Observatório Naval dos Estados Unidos em Washington, D.C. Portanto, p Eridani é DUN 5, Gamma Crucis / Gacrux é DUN 124, etc.

## Publicações
- A catalogue of nebulae and clusters of stars in the southern hemisphere, observed at Parramatta in New South Wales. Philosophical Transactions of the Royal Society, Vol. 118, pp. 113—151, 1828. Este catálogo com descrições contém 629 objetos do céu profundo do sul.
- Ele também descobriu e catalogou 256 estrelas duplas do sul em "Approximate Places of Double Stars in the Southern Hemisphere, observed at Paramatta in New South Wales.", que foi publicado nas the Memoirs of the Royal Astronomical Society Mem.Ast.Soc.London, Vol. 3, 257, 1829.
- Apenas cinco outros artigos astronômicos foram publicados por James Dunlop entre 1829 e 1839, sendo o mais significativo sobre cometas; "Places of Encke's comet, from 30 observations. Monthly Notices of the Royal Astronomical Society (MNRAS)., Vol. 1, 120 (1829) e "Observation of a small comet at Paramatta. Monthly Notices of the Royal Astronomical Society (MNRAS)., Vol. 1, 130 (1829).